# Сімаки (Казахстан)
Сімаки́ (каз. Симаки) — село у складі Жамбильського району Північноказахстанської області Казахстану. Входить до складу Кладбінського сільського округу.
Населення — 49 осіб (2021; 111 у 2009, 200 у 1999, 264 у 1989).
Національний склад станом на 1989 рік:
- росіяни — 100 %.